# Dom przy Grodzkiej 2 w Kole
Dom przy ul. Grodzkiej 2 w Kole – zabytkowy budynek w Kole, wybudowany w połowie XIX wieku. Położony jest na terenie osiedla Stare Miasto.
14 października 1998 roku został wpisany do rejestru zabytków.

## Informacje ogólne
Kamienica została wybudowana w połowie XIX wieku. Usytuowana przy południowo-zachodnim narożniku Starego Rynku, na rogu z ulicą Grodzką. Budynek nie przedstawia żadnych wyraźnych cech stylowych. W przeciwieństwie do sąsiednich budynków został nie tylko objęty ochroną konserwatorską, ale także wpisany do rejestru zabytków.
W latach 1939–1945 pod tym adresem mieścił się Urząd Ziemski Rejonu Warthbrücken w Kraju Warty (niem. Grundstücksgesellschaft für den Reishgau Wartheland).